# 드 토마소 P72
드 토마소 P72(이탈리아어: De Tomaso P72)는 드 토마소에서 2020년에 공개된 스포츠카이다.

## 개발
드 토마소 브랜드는 독일의 스포츠카 메이커인 굼페르트를 인수한 동일한 회사인 2014년 홍콩에 본사를 둔 IdealVentures가 인수하였다.

## 디자인

### 외부

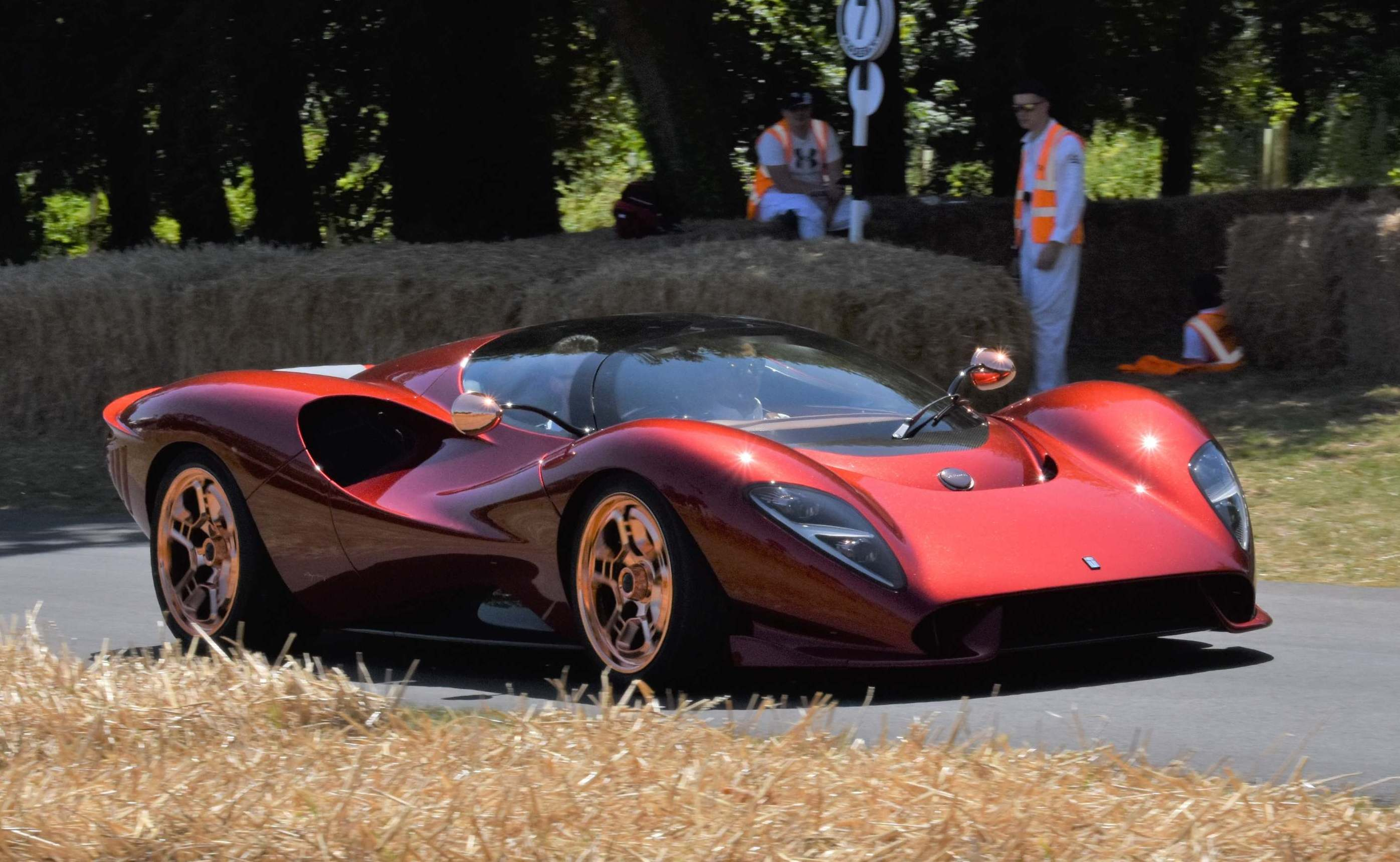
전면

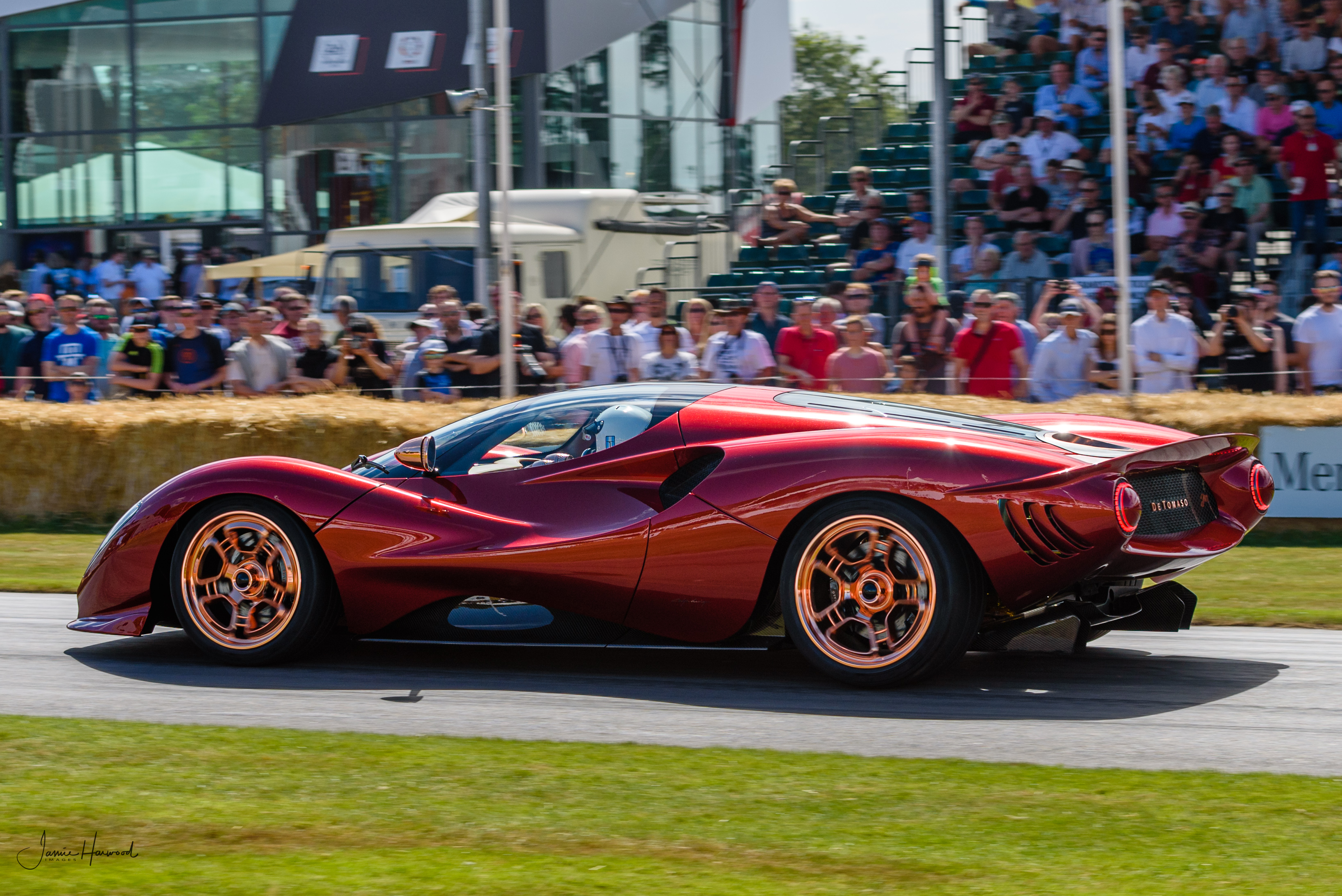
측면

Wyn Design의 Jowyn Wong이 디자인 한 외관 디자인은 P70 레이싱 카와 1970년대 르망 레이스카를 기반으로 하며 현대적인 요소와 클래식 한 모양을 결합한다. 외부에는 또한 상단 장착 배기 시스템이 있다.

### 내부
내부는 다이아몬드 스티치 가죽으로 장식되어 있으며, 광택이 나는 구리 요소를 특징으로 하는 호화로운 계기와 자동차에 설치된 수동 변속기의 구리로 마감된 개방형 연결 기어 변속 레버가 있다.

## 생산 대수
드 토마소 P72의 총 생산댓수는 72대이다.

## 비디오 게임에서의 등장
- 아스팔트 8: 에어본
- 아스팔트 레전트 유나이트